# Język konjo pegunungan
Język konjo pegunungan (indonez. bahasa Konjo Pegunungan), także konyo – język austronezyjski używany w prowincji Celebes Południowy w Indonezji (kabupateny Bone, Bulukumba, Gowa i Sinjai; rejon góry Lompobatang). Według danych z 1991 roku posługuje się nim 150 tys. osób.
Jeden z dwóch języków bądź dialektów konjo (drugim z nich jest konjo pesisir). Różnią się przede wszystkim na poziomie słownictwa (na podstawie kryterium zrozumiałości i leksykostatystyki chodzi o dwa odrębne języki). Ich systemy fonologii są prawie identyczne, a różnice w zakresie gramatyki są minimalne.
Języki konjo bywają określane jako dialekt języka makasarskiego, który dominuje pod względem socjopolitycznym. Różne czynniki sugerują, że powinny być rozpatrywane jako odrębne języki. Tym niemniej użytkownicy konjo pegunungan chętniej identyfikują się z kulturą makasarską aniżeli użytkownicy konjo pesisir, a sam język nie oparł się wpływom makasarskim. Jednocześnie języki konjo wykazują pewne wpływy dalej spokrewnionego języka bugijskiego.
Według doniesień z 2011 r. nie jest przyswajany przez wszystkie osoby z najmłodszego pokolenia. Wzrasta rola języka indonezyjskiego, który jest wykorzystywany w edukacji i ma znaczenie ekonomiczne.